# 托尼·巴蒂
迪米特里厄斯·安东尼奥·巴蒂（英語：Demetrius Antonio Battie，1976年2月11日—），美国NBA联盟职业篮球运动员。他在1997年的NBA选秀中第1轮第5顺位被丹佛掘金选中。